# Николаев, Андриян Григорьевич
Андрия́н Григо́рьевич Никола́ев (5 сентября 1929, Шоршелы, Мариинско-Посадский район, Чувашская АССР — 3 июля 2004, Чебоксары) — 3-й советский космонавт (5-й в мире). Дважды Герой Советского Союза. Генерал-майор авиации.
Совершил два космических полёта: в 1962 году — одиночный, длительностью 4 суток; в 1970 году — парный (с Виталием Севастьяновым), длительностью 18 суток. Оба полёта на момент их совершения были рекордными по продолжительности.  
В ходе первого полёта (1962 г.) Николаев впервые отвязался от кресла (до него Гагарин и Титов летали жёстко пристёгнутыми), свободно парил в корабле в невесомости. Во время второго полёта 9 июня 1970 года провёл на орбите Земли шахматный матч.
Первый космонавт, который участвовал в военном эксперименте в космосе (совместно с П. Р. Поповичем).

## Биография

### Происхождение
Родился 5 сентября 1929 года в чувашской крестьянской семье в селе Шоршелы. С рождения и до окончания школы носил фамилию Григорьев — по имени отца, согласно местным традициям тех лет. Этой фамилией он записан и в сохранившемся классном журнале. С детства говорил на чувашском языке.
Отец — Григорий Николаевич Николаев (1898—1944), конюх в первом колхозе района. Мать — Анна Алексеевна Алексеева-Николаева (1900—1987), доярка на молочной ферме. Поженились в 1922 году, всю жизнь прожили в небольшой избе в два окошка. Старший брат Иван (1924—2010), младший — Пётр, сестра Зинаида.
В детстве Андриян хотел стать фельдшером, однако после раздумий перебрался к старшему брату в Мариинский Посад, поступил в лесотехникум.
В 1947 году окончил Мариинско-Посадский лесотехнический техникум. С 1947 по 1950 год работал в Деревянкском леспромхозе в Карелии.
В 1950 году призван в армию. С 1951 по 1952 год учился в 57 ВВАУЛ в Чернигове, с 1952 по 1954 годы во Фрунзенском ВВАУЛ. Окончил Военно-воздушную инженерную академию им. H. E. Жуковского в 1968 году. Космонавт самого первого набора (Группа ВВС № 1) — с 1960 года.
Самым сложным испытанием при подготовке к полёту Николаев называл пребывание в сурдобарокамере, имитирующей полную изоляцию от внешнего мира, где будущий космонавт находился 10 суток без какой-либо зрительной и слуховой связи.
К моменту назначения в полёт на счету Николаева было 40 парашютных прыжков разной степени сложности.

### Первый полёт

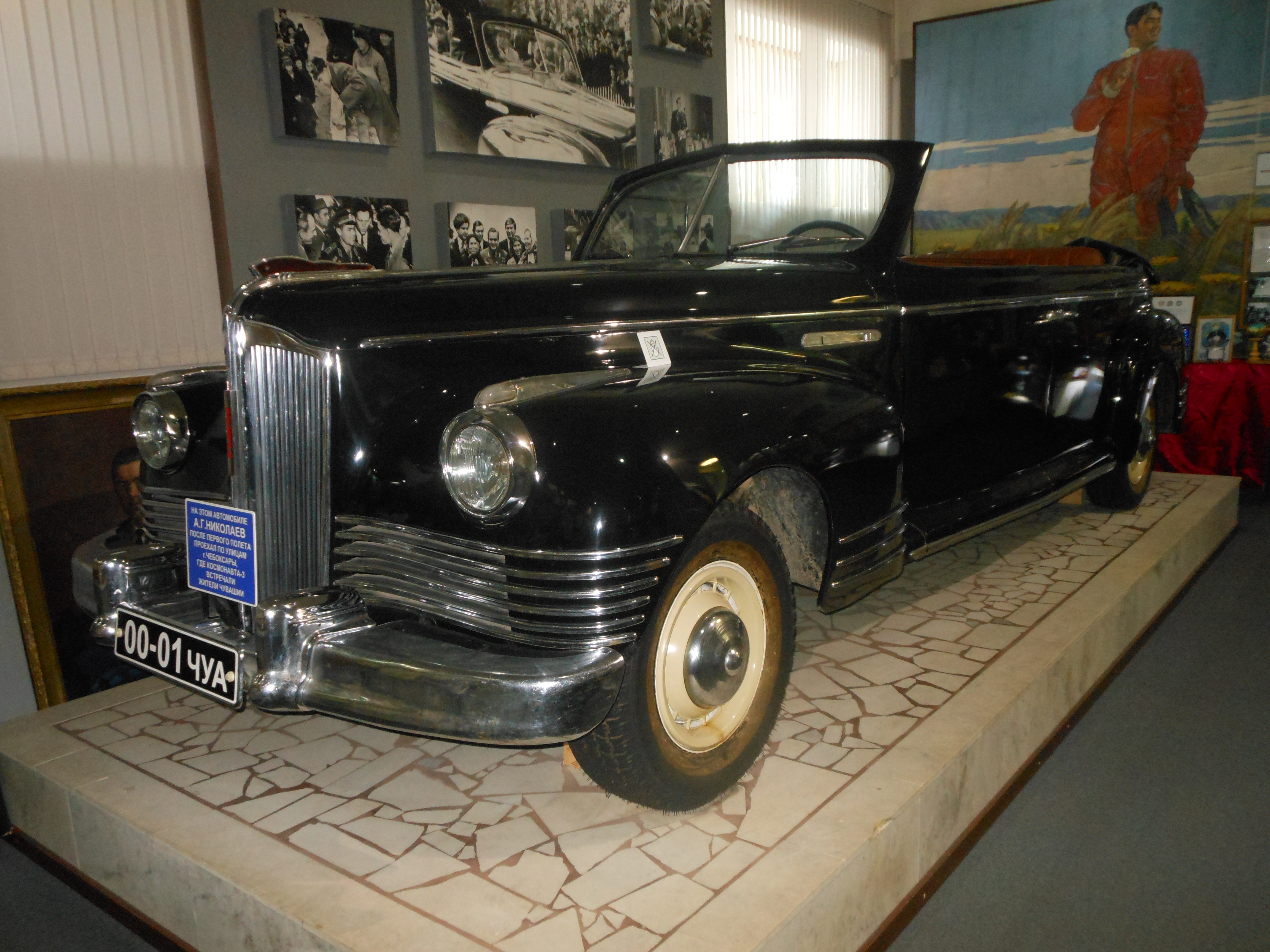
В этом фаэтоне ЗИС-110Б Николаева в сентябре 1962 года после полёта в космос приветствовали жители Чувашии

С 11 по 15 августа 1962 года на корабле «Восток-3» Адриян Николаев совершил 64 витка вокруг Земли (первый многосуточный полёт в истории космонавтики и первый групповой полёт космических кораблей, см. «Восток-4»). В этом полёте (о чём общественности сообщили только спустя несколько десятилетий) проведён первый военный эксперимент с участием космонавтов на орбите — по программе создания перехватчика спутников, при этом «Восток-4», пилотируемый Павлом Поповичем, играл роль перехватчика, а пилотируемый Николаевым «Восток-3» — цели. Минимальное расстояние между кораблями было 5 км. Николаев вспоминал, как с орбиты наблюдал на земле аэродром вероятного противника, взлётно-посадочную полосу, рулёжные дорожки, места стоянки самолётов. В ходе полёта проведены первые эксперименты по радиосвязи между экипажами двух кораблей в космосе, выполнена программа научно-технических и медицинско-биологических экспериментов.
В парном полёте с Павлом Поповичем впервые в космосе прозвучало пение: Николаев, до того никогда не певший, и Попович спели дуэтом «Течёт река Волга», а потом специально для генерального конструктора С. П. Королёва, родившегося, как и Попович, на Украине, — «Дивлюсь я на небо, та й думку гадаю…».
После выхода на орбиту и отделения космического корабля от ракеты-носителя Николаев взял ручное управление на себя (чего до него не делали), развернул корабль иллюминатором в сторону ракеты-носителя и сделал фотографический кадр (не проявился, поскольку ракета-носитель оказалась на стороне солнца). В ходе полёта Николаев впервые отвязался от кресла (до него Гагарин и Титов летали жёстко пристёгнутыми), свободно парил в корабле в невесомости. Состоялся сеанс связи Николаева с советским руководителем Н. С. Хрущёвым. Заранее условившись с конструктором Сергеем Королёвым, Николаев после запланированных трёх суток на орбите пошёл на четвёртые. В те годы корабль приземлялся отдельно, космонавт после катапультирования — на своём парашюте отдельно. Приземлился Николаев, как и Попович, 15 августа 1962 года под Карагандой, рядом с сопкой, едва не напоровшись на высокие острые камни. Первым делом на земле Николаев помог врачу отряда космонавтов, высадившемуся встречать его и не вполне удачно приземлившемуся с парашютом в 30 метрах от Николаева.

Космонавты А. Николаев и Зигмунд Йен на приеме в Посольстве СССР в ГДР 1982

2 сентября 1962 года триумфально проехал по улицам Чебоксар в фаэтоне «ЗИС-110Б» выпуска 1950 года (номерной знак 00-01 ЧУА). Николаева восторженно приветствовали жители Чувашии, о чём свидетельствует сохранившаяся и демонстрируемая в его музее в Шоршелах документальная кинохроника этого события.

### Между первым и вторым полётом
После первого полёта связал свою жизнь с работой отряда космонавтов. В 1963—1968 годах Николаев был командиром отряда советских космонавтов.
В 1965—1969 годах Николаев входил в группу космонавтов, готовившихся по советским программам облёта Луны Л1/«Зонд» и посадке на неё Л3.
22 января 1969 года в Кремле автомобиль, в котором Николаев ехал с тремя другими космонавтами — В. В. Терешковой, А. А. Леоновым и Г. Т. Береговым, — был обстрелян военнослужащим Советской Армии Виктором Ильиным, принявшим его за автомобиль Генерального секретаря ЦК КПСС Л. И. Брежнева, так как издали космонавт Береговой был похож на Брежнева. В результате инцидента Николаев был оцарапан пулей в спину.
В 1968—1974 годах работал заместителем начальника Центра подготовки космонавтов имени Ю. А. Гагарина. Проходил подготовку к полёту по «лунной» программе, являлся командиром одного из экипажей. Чтобы облететь Луну, требовалось четверо суток, именно столько длился первый полёт Николаева, на чём в целях подготовки к лунному путешествию настаивал в 1962 году генеральный конструктор. После смерти С. П. Королёва и закрытия советской «лунной» программы Николаев готовился к полётам на кораблях типа «Союз». Был командиром дублирующего экипажа корабля «Союз-8» (октябрь 1969 года).

### Второй полёт
С 1 по 19 июня 1970 года в качестве командира космического корабля «Союз-9» (совместно с В. И. Севастьяновым) на 18 суток. Корабль сделал 286 оборотов вокруг Земли за 424 ч 59 мин.
9 июня 1970 года принял участие в первой в истории шахмат и космонавтики партии «Космос — Земля». Отстаивал честь космического корабля «Союз-9» в паре с бортинженером Виталием Севастьяновым. Космонавты пользовались шахматной доской и фигурами, специально сконструированными для игры в условиях невесомости.
После возвращения из рекордного по продолжительности полёта (до того летали максимум на 5 суток) космонавты испытывали серьёзные трудности при адаптации к земной гравитации («эффект Николаева»). В интервью газете «Правда» в мае 1995 года о состоянии после приземления никогда не жаловавшийся на тяготы службы Николаев рассказал так: «Было очень тяжело. Из корабля без помощи выйти не могли, когда нас вывели — стоять на ногах не могли. Кровь отливала в нижнюю часть туловища, можно было только или сидеть, или лежать — иначе теряешь сознание. Сердце за 18 суток уменьшилось в объёме на 12 процентов. Пульс лёжа — 80 ударов, сидя — 100, стоя — 120. Костная ткань потеряла калий и кальций, стала рыхлой. Изменился состав крови. После нашего полёта первоочередная задача ставилась — обеспечить на орбите физическую тренировку космонавтов». Во втором полёте, вспоминал Николаев, он также выполнял военные задачи, отметил высокую разрешающую способность приборов, установленных на корабле «Союз-9», с помощью которых легко было рассмотреть даже буквы на самолётах, базировавшихся на аэродромах вероятного противника. После полёта Николаев целый месяц писал объёмные отчёты о полёте, вскоре защитил диссертацию и получил научную степень кандидата технических наук.
Ошибочно считать Николаева первым космонавтом, работавшим на орбите Земли без скафандра. Впервые полёт в космос без скафандров осуществил экипаж космического корабля «Восход-1», стартовавшего 12 октября 1964 года.
Статистика
| # | Стартовый корабль | Старт, UTC        | Экспедиция | Корабль посадки | Посадка, UTC      | Налёт                      | Выходы в открытый космос | Время в открытом космосе |
| - | ----------------- | ----------------- | ---------- | --------------- | ----------------- | -------------------------- | ------------------------ | ------------------------ |
| 1 | Восток-3          | 11.08.1962, 08:30 | Восток-3   | Восток-3        | 15.08.1962, 06:52 | 03 суток 22 часа 22 минуты | 0                        | 0                        |
| 2 | Союз-9            | 01.06.1970, 19:00 | Союз-9     | Союз-9          | 19.06.1970, 11:58 | 17 суток 16 часов 58 минут | 0                        | 0                        |
|   |                   |                   |            |                 |                   | 21 сутки 15 часов 20 минут | 0                        | 0                        |

### После космоса
С 1974 года Николаев — первый заместитель начальника Центра подготовки космонавтов им. Ю. Гагарина. Мечтал о третьем полёте, обращался к руководству с просьбой подключить его к советско-американской программе, однако было принято решение дать дорогу молодым космонавтам. Параллельно с основной работой Николаев был депутатом Верховного Совета РСФСР ряда созывов. В 1981 году за достижения в области космических исследований Николаеву присуждена Госпремия СССР.
С 1994 года работал в аппарате Мандатной комиссии Госдумы РФ.
Автор книг «Встретимся на орбите» и «Космос — дорога без конца».
Последняя и наиболее ценная книга Николаева написана им в 1999 году — «Притяжение Земли».

### Смерть

Мраморный саркофаг над могилой космонавта

Скончался на 75-м году жизни 3 июля 2004 года в Чебоксарах, где был главным судьёй V Всероссийских летних сельских спортивных игр, по пути в гостиницу «Спорт», от сердечного приступа, повлёкшего пятый инфаркт. В экспозиции Мемориального комплекса в Шоршелах находится цветная фотография Андрияна Григорьевича, сделанная на итоговой пресс-конференции, за час до кончины.
По инициативе президента Чувашии Н. В. Фёдорова прах был захоронен на родине — в селе Шоршелы. С этим решением тогда не согласилась дочь Николаева — Елена Терешкова, вместе со своей матерью настаивавшая на перезахоронении отца в Звёздном городке. Впоследствии стороны пришли к компромиссу, Елена вместе со старшим сыном Алексеем посетила мемориал в Шоршелах. Над могилой, увенчанной беломраморным саркофагом, в 2005 году сооружена православная часовня-усыпальница. На внутренней стене часовни золотистыми буквами выбиты слова из последней книги Николаева: «Мне часто снится родное село Шоршелы и звёзды над ним…».
В июле 2004 года на прощании с космонавтом Николаевым в ходе частного визита присутствовал первый Президент России Борис Ельцин.
В октябре 2006 года Шоршелский музей космонавтики, открытый в 1972 году, переименован в Мемориальный комплекс лётчика-космонавта СССР А. Г. Николаева в Шоршелах.

## Семья
Был женат с 1963 по 1982 на Валентине Терешковой — первой женщине-космонавте. «Космическая свадьба» состоялась в правительственном особняке на Ленинских горах 3 ноября 1963 года, среди гостей были Н. С. Хрущёв и главный конструктор С. П. Королёв. Это был единственный брак Николаева.
8 июня 1964 года родилась дочь Елена — первый в мире ребёнок, и отец и мать которого были космонавтами. Первым мужем Елены был лётчик Игорь Алексеевич Майоров, второй муж — лётчик Андрей Юрьевич Родионов.
Внуки — Алексей Игоревич Майоров (род. 20 октября 1995) и Андрей Андреевич Родионов (род. 18 июня 2004).

## Награды и почётные звания

### Награды СССР и России
- Дважды Герой Советского Союза (1962, 1970).
- Две медали «Золотая Звезда» Героя Советского Союза (18 августа 1962 года, 03 июля 1970 года).
- Орден Ленина (18 августа 1962 года).
- Орден Трудового Красного Знамени (15 января 1976).
- Орден Красной Звезды (17 июня 1961).
- Орден «За службу Родине в Вооружённых Силах СССР» III степени (30 мая 1988).
- Медаль «За укрепление боевого содружества» (18 февраля 1991).
- Другие медали СССР.
- Лётчик-космонавт СССР (1962).
- Лауреат Государственной премии СССР (1981).
- Заслуженный мастер спорта СССР (1962).
- Благодарность Президента Российской Федерации (9 апреля 1996 года) — за большой личный вклад в развитие отечественной космонавтики[22].
- Почётный знак ВЛКСМ

### Награды социалистических стран
- Герой Социалистического Труда НРБ.
- Герой Труда СРВ.
- Герой МНР.
- Медаль «Золотая Звезда» Героя Труда и орден Сухэ-Батора (1965, МНР).
- Медаль «Золотая Звезда» Героя Социалистического Труда НРБ и орден Георгия Димитрова.
- Медаль «Золотая Звезда» Героя Труда ДРВ (1962).
- Орден «Кирилл и Мефодий» (НРБ) I степени.
- Орден Знамени ВНР (1964, ВНР).
- Медаль «За укрепление братства по оружию» (НРБ).
- Медаль «25 лет Народной власти» (НРБ).
- Медаль «100 лет Освобождения Болгарии от османского рабства» (НРБ).
- Медаль «30 лет Освобождения Чехословакии» (ЧССР).
- Медаль «30 лет Победы над милитаристской Японией» (МНР).
- Медаль «Победа на Халхин-Голе» (МНР).
- Медаль «60 лет Монгольской Народной Армии» (МНР).
- Медаль «30 лет Революционных вооружённых сил» (Куба).

### Награды несоциалистических стран
- Орден Правой руки Гуркки I класса (1963, Непал).
- Орден Звезды Индонезии II класса (Индонезия).
- Орден «Ожерелье Нила» (Египет).

### Муниципальные награды
- Почётный гражданин Петрозаводска

- Почётный гражданин городов: Чебоксары (1962), Калуги, Смоленска (1962), Ржева (1962), Махачкалы, Нальчика[23], Каспийска, Караганды (1970), Ленинакана, Дархана, Софии, Петрича, Стара-Загоры, Варны, Плевена, Карловых Вар, Буиры (Алжир), Петрозаводска (1980) и Полоцка.

### Воинские звания
- Лейтенант (29.12.1954).
- Старший лейтенант (30.04.1957).
- Капитан (9.05.1960).
- Майор (11.08.1962).
- Подполковник (6.11.1963).
- Полковник (10.04.1965).
- Генерал-майор авиации (18.06.1970)

### Другое
- Кандидат технических наук (1975).
- Почётный член Международной академии астронавтики.
- Лауреат премии имени Д. и Ф. Гуггенхеймов.
- Почётный гражданин Чувашской Республики[24].
- Золотая медаль имени К. Э. Циолковского АН СССР.
- Золотая медаль «Космос».
- Медаль де Лаво.
- Золотая медаль имени Ю. А. Гагарина (1970).

## Автор книг
- Николаев, Андриян. Встретимся на орбите. — М.: Военное изд-во министерства обороны СССР, 1966.
- Николаев, Андриян. Космос — дорога без конца. — М.: Молодая гвардия, 1974.
- Николаев, Андриян. Притяжение земли. Записки Космонавта-3. — Чебоксары: Чувашское книжное изд-во, 1999.

## Память
- Его именем назван кратер на обратной стороне Луны.
- В 1962 году советский писатель Фёдор Самохин в честь посадки космических кораблей «Восток-3» с космонавтом Андрияном Николаевым и «Восток-4» с космонавтом Павлом Поповичем написал стихотворение «Родные звёзды»[25].
- Подпись Андрияна Николаева выгравирована на постаменте памятника «Слава покорителям космоса!», сооружённого в 1962 году в посёлке Монино.
- В его честь в 1965 году или ранее назван хребет Андрияна Николаева на Земле Королевы Мод в Антарктиде, отмеченный на карте САЭ в 1960 году (координаты: 71°50′ ю. ш. 5°55′ в. д.HGЯO)[26].
- В его честь назван ледниковый купол (Баренцево море, о. Ева-Лив)[26].
- Его именем названа школа № 10 в городе Чебоксары и Кокшакасинская основная школа в Цивильском районе.
- Его именем названы улицы в Чебоксарах и Мариинском Посаде, в Чебоксарах также назван детский парк.
- Его именем назван Центральный стадион в городе Новочебоксарске.
- Его именем названы улицы в городах: Гродно, Смоленске, Владикавказе, Красноярске, Инзе, Петрозаводске[27] и других городах бывшего СССР.
- Его имя носит сквер в селе Аликово (Аликовского района Чувашии).
- Памятники А. Г. Николаеву установлены в городах: Чебоксары[28] (на улице Николаева и проспекте Ленина), Смоленск[29] (установлен в 2011 году на улице Николаева), Чернигов (на территории ЧВВАУЛ) и на родине космонавта в селе Шоршелы.
- А. Г. Николаеву посвящена поэма Стихвана Шавлы «Звёздный человек».
- В 2004 году Федерацией космонавтики России учреждена медаль А. Г. Николаева.
- В 2006 году был образован Мемориальный комплекс лётчика-космонавта СССР А. Г. Николаева в Шоршелах.
- Его именем назван один из бортов компании «Аэрофлот — Российские авиалинии»[30][31].
- В 2014 году неподалёку от села Ельниково энтузиастами создано агроизображение А. Г. Николаева размером 100 на 115 метров (координаты: 56°02′05″ с. ш. 47°35′55″ в. д.HGЯO).
- С 1964 по 2017 гг. имя Николаева носила улица Братьев Нурбагандовых в городе Махачкале[32].
- В 2018 году, в рамках проекта «Великие имена России», имя А. Г. Николаева (предварительно) получил международный аэропорт города Чебоксары[33].
- Имя Николаева носит школа № 5 на станции Деревянка в Прионежском районе Республики Карелия.

Памятник А. Г. Николаеву в Чебоксарах. Открыт 5 сентября 2011 года в честь 82-летия со дня его рождения.
Памятный бюст в честь 25-летия первого полёта в космос А. Г. Николаева в Чебоксарах.
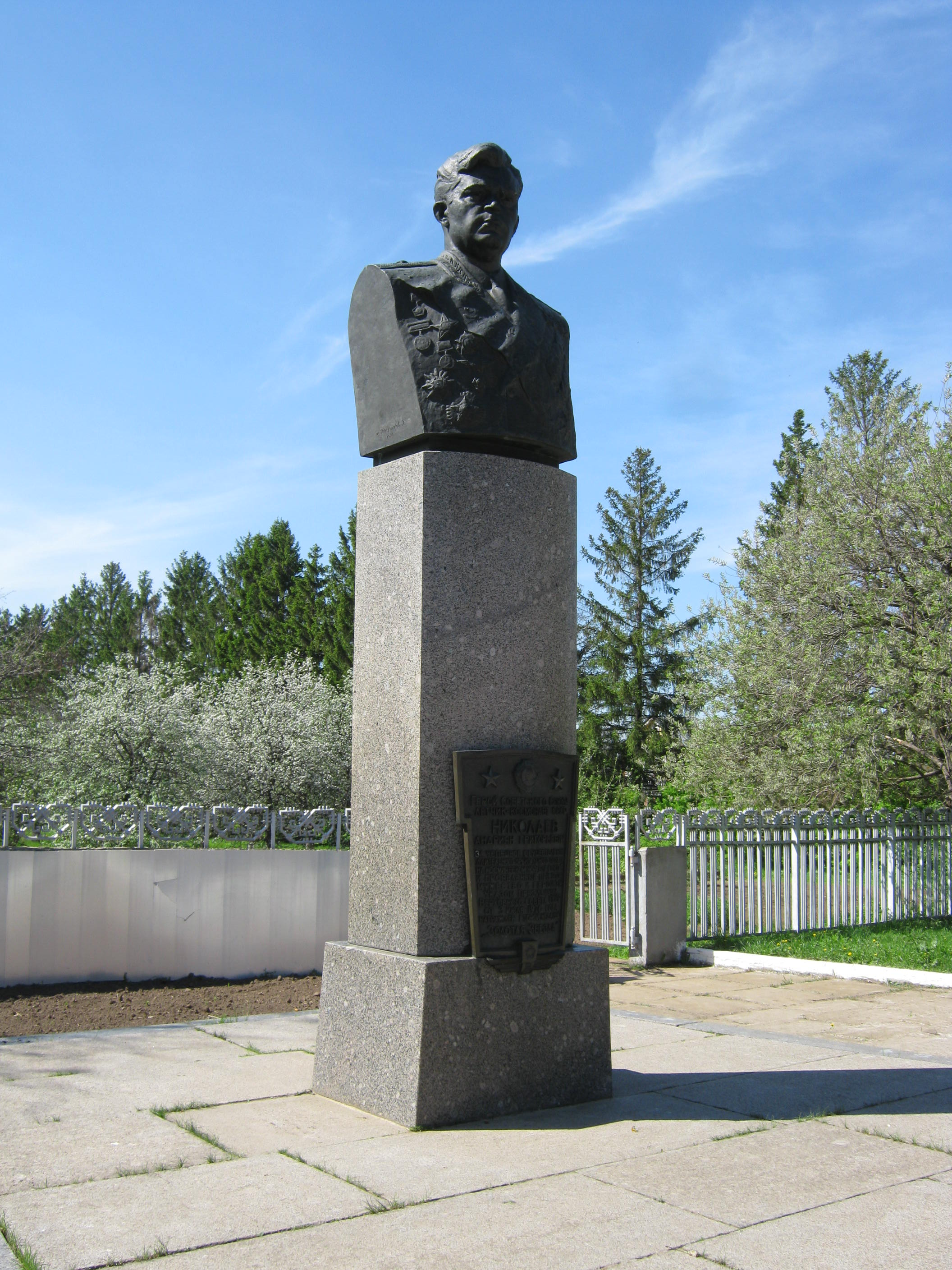
Бронзовый бюст А. Г. Николаева на его родине, в селе Шоршелы. Установлен в августе 1977 года.
Бюст Андрияна Николаева на улице Николаева в Смоленске.
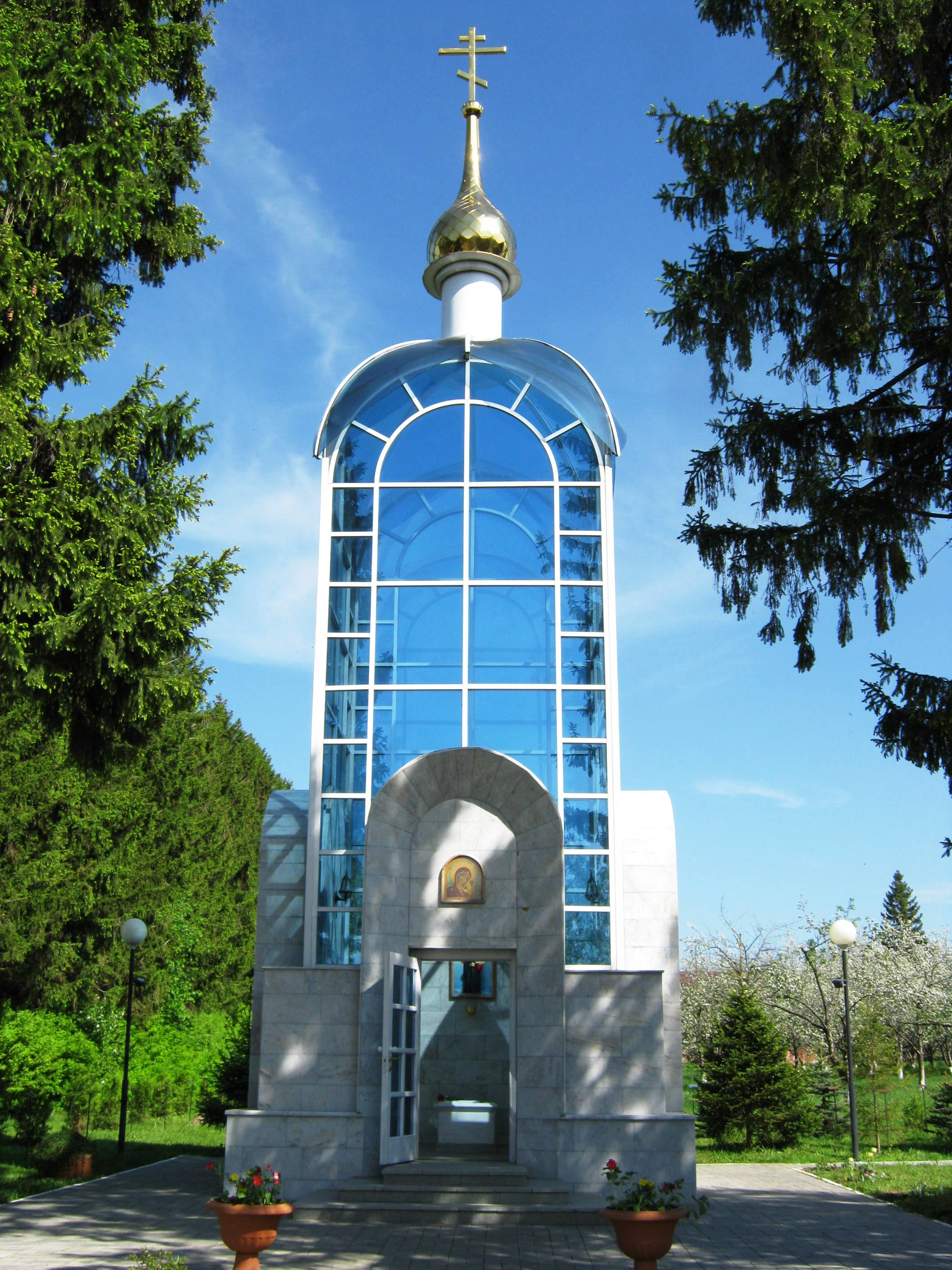
Часовня в селе Шоршелы, место захоронения космонавта А. Г. Николаева.

### Фильмы
- Советским космонавтам слава! — СССР, ЦСДФ, 1962
- Небесная история
- Документальный фильм «Избранник народа».
- Документальный фильм «Космонавт-3».
- Первый в космосе

### Почтовые марки
Николаеву посвящены почтовые марки выпуска разных стран:

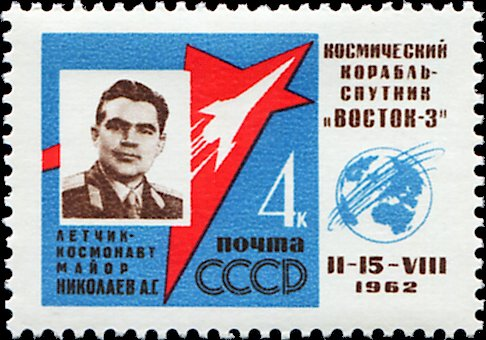
Марка СССР, 1962 год.
Почтовый конверт, 1962 год
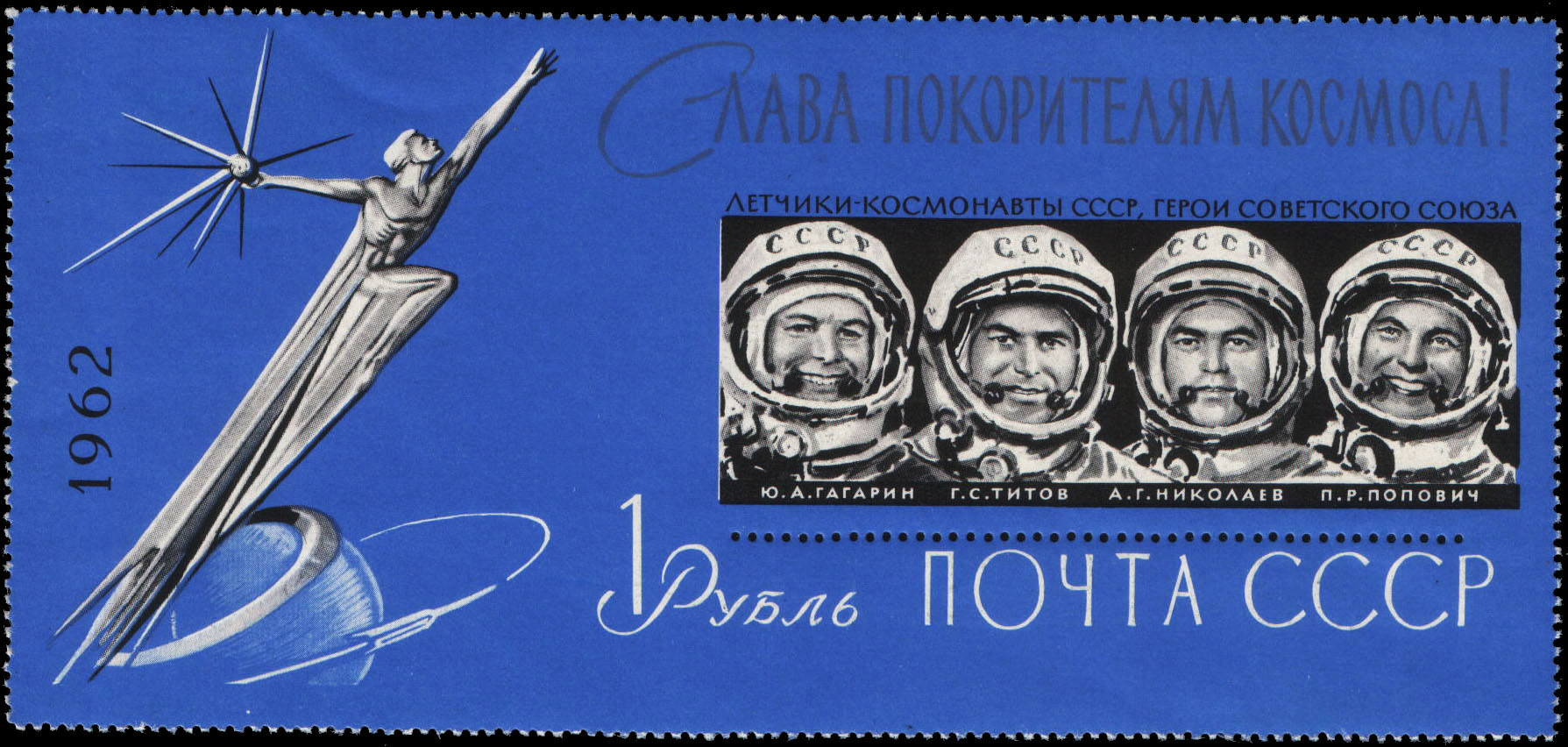
Марка СССР № 2781 ЦФА, 1962 год.
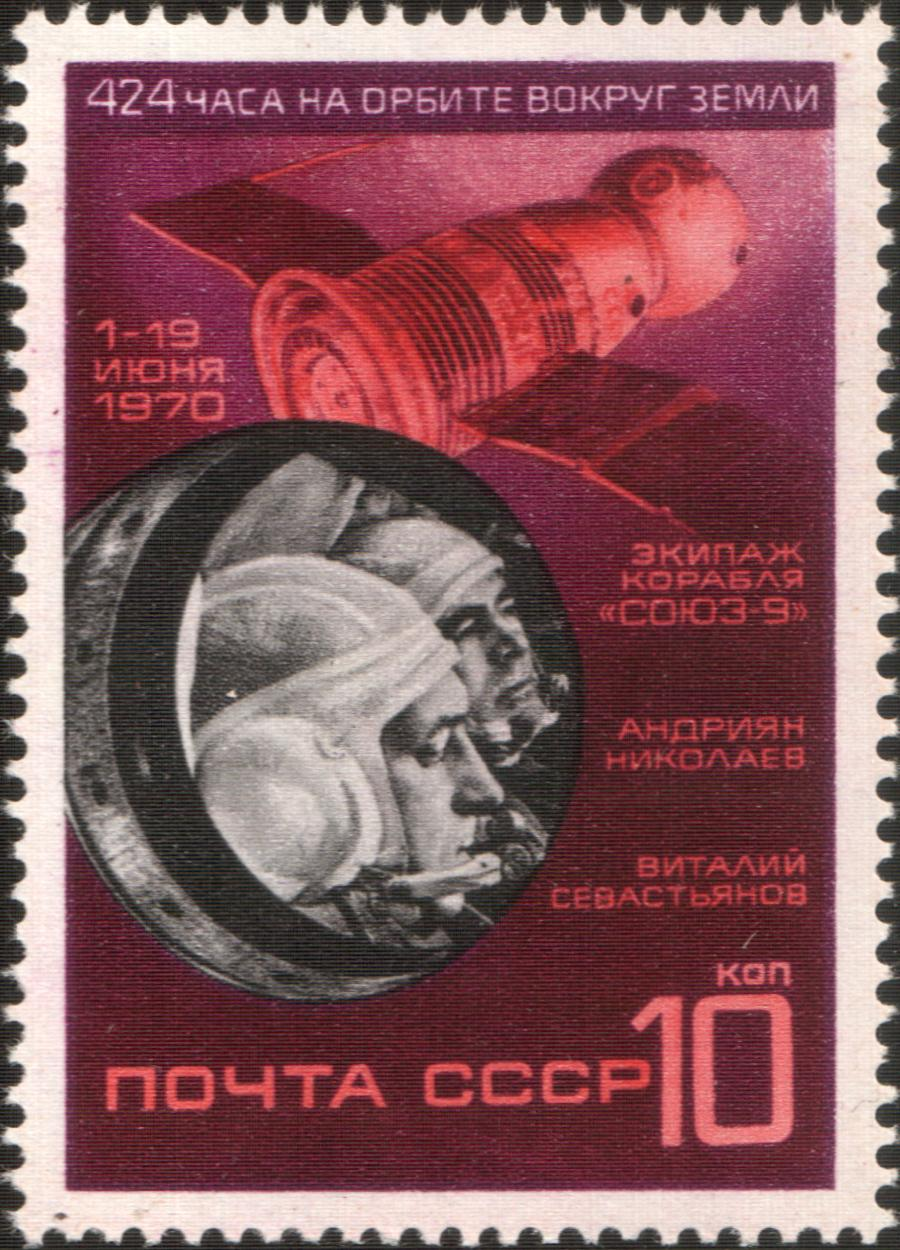
Марка СССР «Полёт космического корабля „Союз-9“», 1970 год,  (ЦФА [АО «Марка»] #3907; Sc #3748).
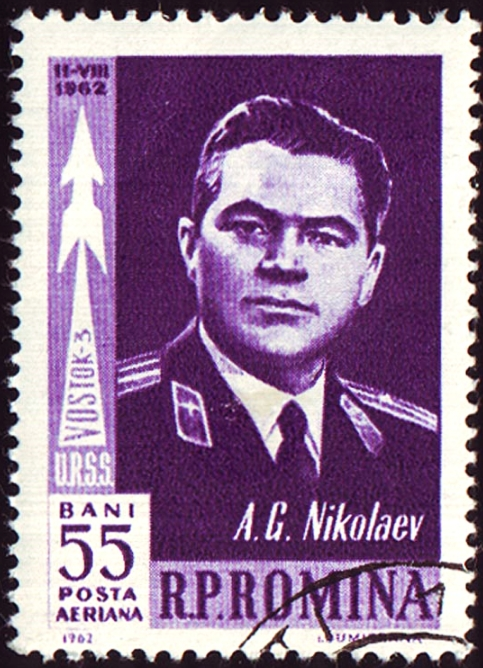
Андриян Николаев на марке Румынии, 1962 год,   (Mi #2096).